# Jaskinie w Żerkowicach
Jaskinie w Żerkowicach – kompleks czterech jaskiń w na granicy miejscowości Żerkowice i Włodzice Wielkie, w gminie Lwówek Śląski, w powiecie lwóweckim, w województwie dolnośląskim. Jaskinie znajdują się w obrębie Pogórza zachodniosudeckiego, dokładniej na Pogórzu Izerskim. Obszar, na którym znajdują się jaskinie przynależy do obszaru chronionej przyrody – rezerwatu przyrody Natura2000 Żerkowice-Skała.

## Geologia i morfologia
Jaskinie usytuowane są u podnóża grupy skalnej zbudowanej z jasnych piaskowców, osiągającej wysokość ponad 10 metrów i długość około 100 metrów. Znajduje się bezpośrednio nad dawnym, obecnie wyschniętym, korytem rzeki Bóbr. Formacja ta wyróżnia się fantazyjnymi kształtami, kawernami, kociołkami i zagłębieniami erozyjnymi.
Mimo że piaskowiec nie ulega procesowi krasowienia w klasycznym ujęciu (jak wapienie), to przez wieki był poddany działaniu płynącej w tym miejscu rzeki. W wyniku erozji wodnej powstały tu cztery główne jaskinie: Jaskinia Pandurów, Jaskinia Przechodnia, Schronisko Potrójne oraz Schronisko I.

## Charakterystyka jaskiń
Zespół niewielkich jaskiń pseudokrasowych położony jest u podnóża formacji skalnej zwanej Huzarskim Skokiem, około 120 metrów na zachód od drogi wojewódzkiej nr 297. Najdogodniejszym punktem wyjściowym do zwiedzania jest plac przed czynnym kamieniołomem piaskowca, skąd prowadzi ścieżka do starorzecza Bobru i formacji skalnej. Otoczenie porasta liściasty las z licznymi drzewami, m.in. wierzbami, olszami i rzadkimi wiązami. Jaskinie mają charakter szczelinowy i powstały w wyniku mechanicznego wypłukiwania piaskowca przez wodę niosącą materiał abrazyjny. Ściany jaskiń są wygładzone i jasne, co nadaje im nietypowy, pogodny charakter.
- Jaskinia Pandurów – najdalej wysunięta na wschód, najdłuższa z jaskiń, o długości ok. 13 metrów, z czego część trasy wymaga poruszania się na czworakach.
- Schronisko Potrójne – znajduje się między Jaskinią Pandurów i Jaskinią Przechodnią, jaskinia o trzech wejściach i długości 9,7 metra.
- Jaskinia Przechodnia – znajduje się między jaskiniami Schronisko Potrójne i Schronisko I, długość 12,5 metra; jej nazwa sugeruje możliwość przejścia przez całą jaskinię.
- Schronisko I – wysunięta najdalej na zachód z jaskiń, najmniejsza z wymienionych, o długości 2,7 metra[5].

Jaskinie są udostępnione całorocznie dla niezorganizowanego ruchu turystycznego. Większość jaskiń jest dostępna dla turystów bez specjalistycznego sprzętu zimą, choć niektóre partie wymagają czołgania się lub ostrożności ze względu na obecność fauny, m.in. pająków – sieciarzy jaskiniowych (Meta menardi).

## Historia i legenda
Z Huzarskim Skokiem związana jest lokalna legenda z czasów III wojny śląskiej (1761 rok). Według przekazów, niewielki oddział pruskich huzarów został osaczony przez liczniejszych przeciwników – austriackich dragonów i pandurów. Jeden z huzarów, chcąc uniknąć pojmania, miał wykonać desperacki skok ze skały prosto do rzeki Bóbr. Zarówno on, jak i jego koń, przeżyli i dotarli do własnych wojsk. Wydarzenie to przeszło do lokalnej tradycji, a skałę nazwano Huzarskim Skokiem (niem. Husarensprung), zaś największą z jaskiń – Jaskinią Pandurów.

## W okolicy
W północnej części Żerkowic znajduje się nieczynny kamieniołom bazaltu, uznany w 1988 roku za pomnik przyrody nieożywionej. Wyjątkowe formacje geologiczne, m.in. tzw. róża bazaltowa, świadczą o dawnej aktywności wulkanicznej regionu. Kamieniołom jest rzadko opisywany w literaturze i znajduje się na terenie prywatnym, co może ograniczać dostęp.